# Афоничев, Александр Алексеевич
Алекса́ндр Алексе́евич Афо́ничев — российский общественный деятель.
Родился 16 июля 1954 г. в Ленинграде. Председатель Общественного совета при следственном управлении Следственного комитета при прокуратуре РФ по городу Санкт-Петербургу, входит в состав Общественного совета при Следственном комитете Российской Федерации, член Комиссии Общественной палаты Российской Федерации по общественному контролю за деятельностью правоохранительных органов, силовых структур и реформированием судебно-правовой системы, заместитель председателя Санкт-Перебургского и Ленинградского областного совета Общественно-государственной организации Всероссийского физкультурно-спортивного общества «Динамо».

## Образование
Закончил Ленинградский станкостроительный техникум (1973).
В 1979 году с отличием окончил государственный институт физической культуры имени П. Ф. Лесгафта.
В 1996 году с отличием окончил отделение финансового анализа Нью-Йоркского университета.

## Биография
С 1973 г. проходил службу в пограничных войсках КГБ СССР, работал в комсомольских и партийных органах, активно участвовал в общественной работе. В том числе награждён грамотой за активное участие в подготовке Олимпийских игр 1980 года.
С 1989 г. работал в коммерческих структурах, занимался бизнесом.
С 2002 г. председатель правления Санкт-Петербургского и Северо-Западного отделения Независимой организации «Гражданское общество», Национального фонда «Общественное признание» и Национального гражданского комитета по взаимодействию с правоохранительными, законодательными и судебными органами.
В 2004 г. избран председателем Совета директоров ОАО «Норд».
С 2004 года является заместителем председателя Санкт-Петербургского и Ленинградского областного Общественно-государственного объединения «Всероссийское физкультурно-спортивное общество „Динамо“».
С 2004 по 2007 гг. председатель Совета директоров волейбольного клуба «Динамо» — Ленинградская область".
Член Общественной палаты РФ с 2006 по 2010 год, Общественного совета при Следственном комитете при прокуратуре РФ, Общественного совета при ФСБ России, Общественного совета при МВД России, Центрального Совета Общественно-государственного объединения «Всероссийское физкультурно-спортивное общество „Динамо“».
Имеет двух сыновей.

## Награды
Награждён медалями «300 лет Российскому флоту», «В память 300-летия Санкт-Петербурга», «За взаимодействие с ФСБ России», Золотым почётным знаком «Общественное признание», грамотами Министерства внутренних дел России, благодарностями Центризбиркома за подготовку и проведение выборов Президента РФ, грамотами и благодарностью Управления ФСБ по городу Санкт-Петербургу и Ленинградской области, дипломом федерации волейбола Российской Федерации.